# Thornton Leigh Page
Thornton Leigh Page (13 tháng 8 năm 1913 – 2 tháng 1 năm 1996) là một giáo sư thiên văn học người Mỹ tại Đại học Chicago và Đại học Wesleyan. Ông bị lôi kéo vào cuộc tranh cãi về các vật thể bay không xác định (UFO) sau một thời gian ngắn làm việc trong Ban Robertson, một ủy ban gồm các nhà khoa học dưới sự tài trợ của CIA được tập hợp ở Washington, D.C. từ ngày 14–18 tháng 1 năm 1953 để nghiên cứu các bằng chứng có sẵn về UFO.

## Thiếu thời
Thornton Page sinh ra tại New Haven, CT vào ngày 13 tháng 8 năm 1913, cha là Leigh Page, giảng viên vật lý tại Đại học Yale, và mẹ là Mary Page, được đào tạo làm y tá.  Ông đậu bằng Cử nhân chuyên ngành vật lý từ Yale năm 1934, và được nhận Học bổng Rhodes, rồi sau đó theo học tiếp để lấy bằng Tiến sĩ từ Đại học Oxford vào năm 1938.

## Binh nghiệp
Trong Thế chiến II, ông phục vụ tại Mặt trận Thái Bình Dương với nhóm nghiên cứu các chiến dịch thả thủy lôi, hoạt động ở Guam, Tinian, và trên biển. Ông có mặt ở Tokyo để chứng kiến sự kiện Nhật Bản đầu hàng Đồng Minh, và báo cáo về các vụ thử nghiệm bom nguyên tử tại Bikini.

## Sự nghiệp
Sau khi Thế chiến II kết thúc, Thornton Page là giáo sư vật lý thiên văn tại Đại học Chicago từ năm 1946 đến năm 1950.  Sau đó, ông được nhận vào làm việc cho Phòng Nghiên cứu Vận trù học (ORO) của Quân đội Mỹ từ năm 1951 đến năm 1958.  Năm 1952, Thornton Page trở thành biên tập viên đầu tiên của Tạp chí của Hội Nghiên cứu Vận trù học Mỹ.  Là một nhà thiên văn học dưới quyền ORO, ông bị lôi kéo vào cuộc tranh cãi liên quan đến vật thể bay không xác định năm 1953.
Năm 1958, ông trở thành giáo sư và trưởng khoa thiên văn tại Đại học Wesleyan.  Ông nộp đơn từ chức rời khỏi Wesleyan vào năm 1971 và bắt đầu làm việc cho Phòng thí nghiệm Nghiên cứu Hải quân Hoa Kỳ cho đến khi nghỉ hưu vào năm 1976.

## Đời tư
Cuối năm 1961, ông bị thương nặng trong một vụ tai nạn ô tô, dẫn đến hậu quả là gãy nhiều xương và mất một bên mắt.  Ông qua đời tại Houston vào ngày 2 tháng 1 năm 1996.